# Aokuso Pavihi
Pour les articles homonymes, voir Pavihi.
Poumare Sasalu Aokuso Pavihi est un homme politique niuéen.

## Biographie
Travaillant dans la haute administration publique, il devient notamment directeur administratif au ministère de la Justice, puis président du comité de direction de la Banque de Développement de Niué. Il fonde également un petit motel familial dans le village d'Avatele, Esther’s Motel.
Député de ce village au Parlement de Niué, il est nommé ministre de la Planification nationale et du Développement économique dans le gouvernement de Frank Lui durant la législature 1993-1996. Le gouvernement mène une politique de privatisations et de réduction des dépenses publiques, réduisant notamment le nombre d'employés du service public et aidant certains fonctionnaires licenciés à se reconvertir dans l'agriculture. Il table sur le développement du tourisme pour l'économie du pays, mais est confronté à un manque de connexion au monde extérieur ; Air Nauru assure la seule liaison aérienne de pays, avec des vols hebdomadaires entre Niué et Auckland. 
Réélu député d'Avatele aux élections législatives de 1996, il est fait ministre de la Justice, des Terres, de l'Économie et du développement du secteur privé dans le gouvernement de Frank Lui. En octobre 1997, à la suite de différends entre le Premier ministre Lui et le ministre des Finances Terry Coe, Frank Lui nomme Aokuso Pavihi ministre des Finances, ainsi que ministre du Tourisme,. L'économie de Niué demeure en difficulté, l'argent public investi dans le développement du tourisme au cours des années précédentes n'ayant mené à rien, au point que le gouvernement cherche à vendre l'hôtel presque vide dont l'État est propriétaire.
Aux élections de 1999, Aokuso Pavihi est battu dans sa circonscription d'Avatele par le candidat Billy Talagi, tandis que Frank Lui perd son siège de député d'Alofi-nord face à Va‘ainga Tukuitonga. Sa fille Esther Pavihi devient députée à son tour de 2008 à 2011,.
Aokuso Pavihi devient le coordinateur de la Niue Island Organic Farmers Association (NIOFA), association de promotion de l'agriculture biologique tournée notamment vers l'exportation,.
Via sa grand-mère samoane Lilly Tuautu Peters, en 2013 il est investi du titre de matai (chef coutumier samoan) « Poumare ».
Il meurt à l'hôpital à Alofi le 10 janvier 2019, d'une « rupture d'anévrisme de l'aorte abdominale due à une hypertension conséquence d'un diabète », et est inhumé dans son village d'Avatele. Sa fille Esther Pavihi porte plainte contre l'hôpital, arguant que son père aurait pu être sauvé s'il avait été évacué vers un hôpital en Nouvelle-Zélande, mais est déboutée par la Haute Cour,.